# Galleria Vittorio Emanuele II

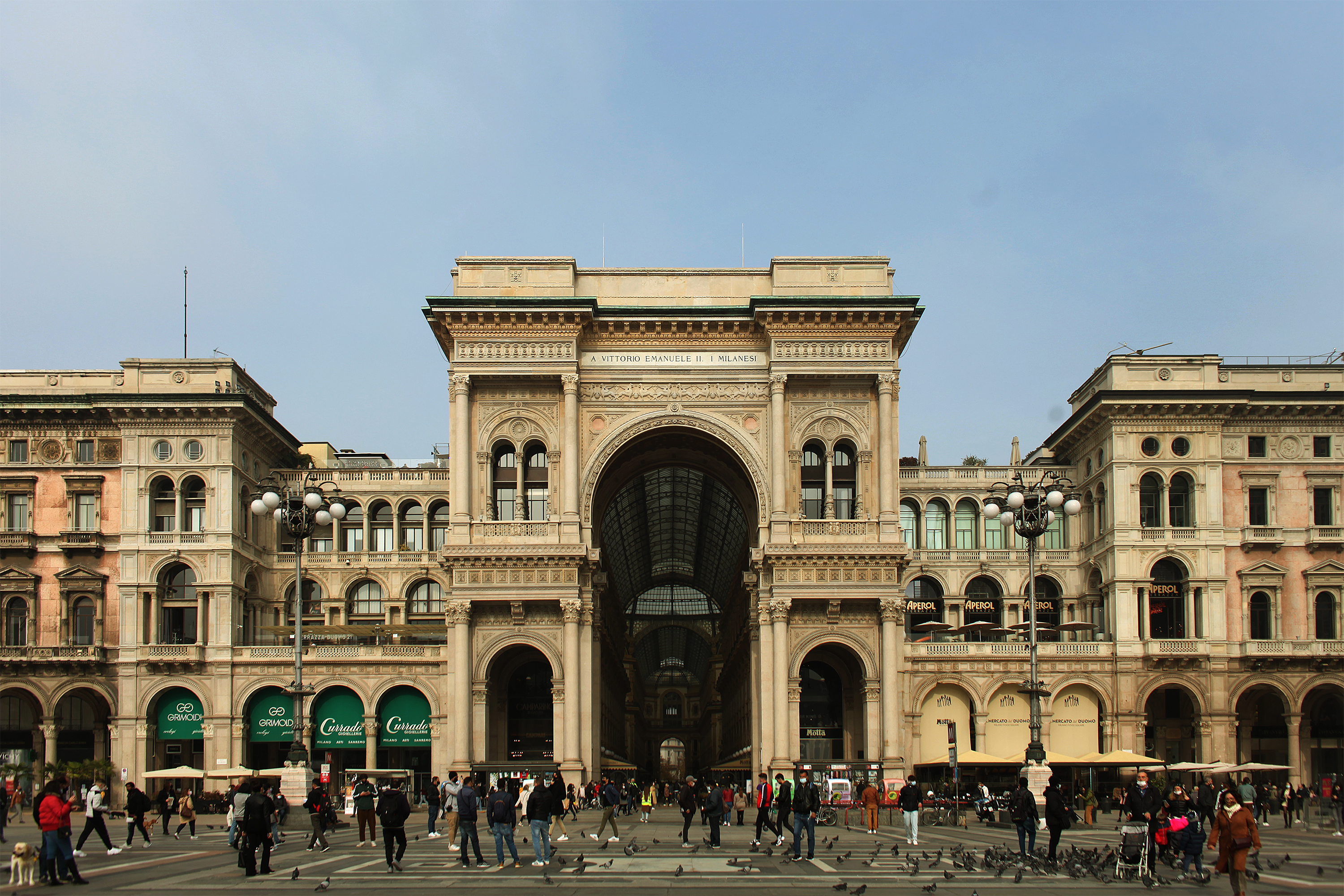
Veduta della Galleria da piazza del Duomo

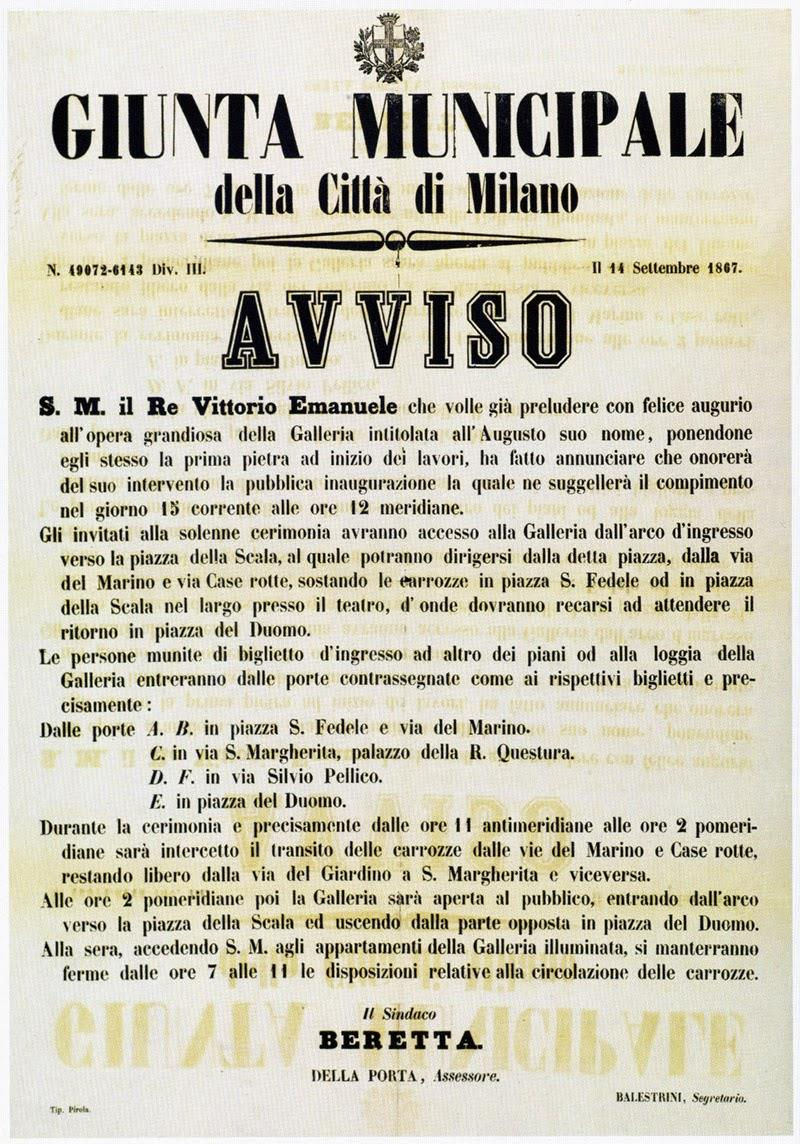
Avviso Inaugurazione della Galleria Vittorio Emanuele II

La galleria Vittorio Emanuele II è una galleria commerciale di Milano che, in forma di strada pedonale coperta, collega piazza Duomo a piazza della Scala.
Per la presenza di eleganti negozi e locali, fin dalla sua inaugurazione fu sede di ritrovo della borghesia milanese tanto da essere soprannominata il "salotto di Milano": costruita in stile neorinascimentale, è tra i più celebri esempi di architettura del ferro europea e rappresenta l'archetipo della galleria commerciale dell'Ottocento. Chiamata semplicemente "la Galleria" dai milanesi, viene spesso considerata come uno dei primi esempi di centro commerciale al mondo.

## Storia

### Contesto storico
La presenza di passaggi coperti di Milano intesi come portici risale alla città medievale: nel XIII secolo Bonvesin de la Riva annotava nelle sue Meraviglie di Milano la presenza di circa sessanta porticati nella città, allora chiamati "coperti". Con l'avvento degli Sforza prima e della dominazione spagnola poi, i porticati vennero progressivamente demoliti fino a lasciarne pochissimi superstiti, tra cui il coperto dei Figini che sarebbe stato paradossalmente demolito per la realizzazione della galleria Vittorio Emanuele II. D'altro canto Milano fu la prima città in territorio italiano e dell'Impero austriaco, con la galleria De Cristoforis, a dotarsi di un passage sulla moda di quanto stava accadendo nelle principali capitali europee dove si costruivano passaggi con copertura in ferro e vetro a carattere commerciale, come le galerie Vivienne di Parigi e Burlington Arcade di Londra. La galleria De Cristoforis rappresentò tuttavia un caso isolato e per trent'anni fu l'unica galleria di Milano: la città si presentava quindi all'unità d'Italia senza quella tradizione di porticati e passaggi coperti più tipica di città come Torino e Bologna.

### Piazza Duomo e il progetto di una galleria

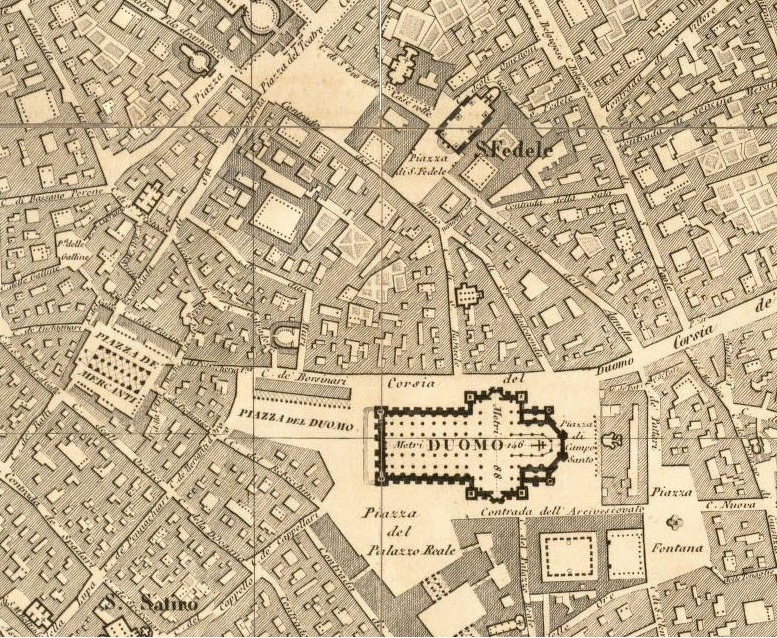
Area attorno al duomo nel 1860, prima della costruzione della Galleria e del rifacimento della piazza; si notino il coperto dei Figini e il Rebecchino

L'idea di una via che collegasse piazza Duomo e piazza della Scala avvenne in conseguenza di uno dei tanti dibattiti che da tempo animavano la città, promosso nel 1839 da Carlo Cattaneo, circa il rifacimento della zona antistante al duomo di Milano, allora più piccola e irregolare e definita da molti non degna della cattedrale della città. La viabilità della zona era inoltre tortuosa e intricata, basata com'era su strette vie di origine medievale e diveniva sempre meno gestibile col crescere del traffico cittadino. L'idea di dedicare questa nuova via al re Vittorio Emanuele II venne da un lato come conseguenza dell'entusiasmo per un'indipendenza ritrovata dall'Austria, ma dall'altro lato la giunta comunale sperava in questo modo di ottenere più facilmente i permessi per l'espropriazione dei caseggiati necessari all'opera, allora ottenibili tramite decreto reale. Le iniziali linee guida comunali per il progetto non prevedevano comunque un passaggio coperto, bensì una semplice strada porticata. Nel biennio '59-'60 furono firmati i tre decreti regi che la giunta comunale aspettava: uno per l'esproprio dei palazzi da demolire, uno per la demolizione del coperto dei Figini e del Rebecchino, caseggiati che occupavano allora l'attuale piazza Duomo e che dovevano essere abbattuti per dare alla piazza un aspetto più nobile, e un ultimo decreto per autorizzare una lotteria finalizzata a raccogliere i fondi necessari alla costruzione della nuova via.

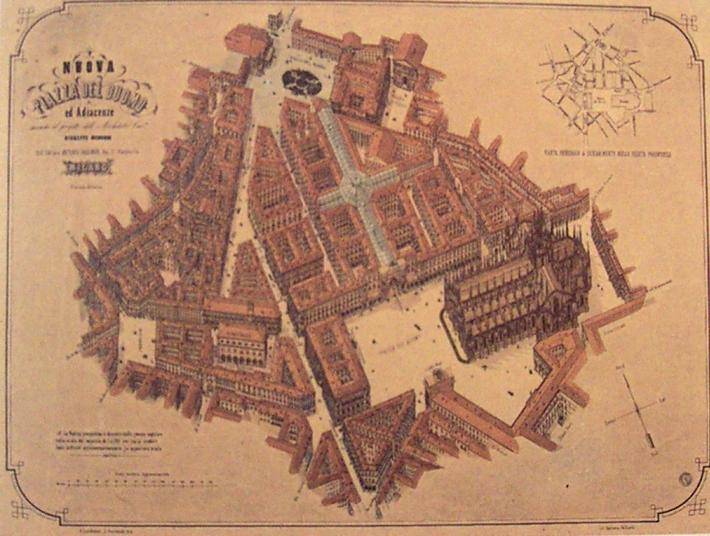
Progetto di Mengoni per l'area di piazza Duomo

Ottenuti i permessi per le espropriazioni, il 3 aprile 1860 il Comune di Milano bandì il concorso di realizzazione per la nuova via, i cui progetti sarebbero stati valutati da una commissione appositamente stabilita: nonostante le polemiche per la scarsa pubblicità al concorso indetto dal Comune, al primo bando furono presentati un numero elevatissimo di progetti. Tra tutti, 176 furono selezionati dalla commissione ed esposti alla Pinacoteca di Brera: la commissione non decretò alcun vincitore al concorso, ma riformulò delle indicazioni più precise circa le forme del progetto, arrivando alla prima idea di un passaggio coperto e bandendo un secondo concorso nel febbraio 1861. Al secondo progetto giunsero alla fase di valutazione 18 progetti e anche in questo caso il concorso non vide un vincitore. Vennero tuttavia date quattro indennità ai progetti ritenuti più meritevoli: gli architetti Davide Pirovano e Paolo Urbani vennero menzionati rispettivamente per l'uso di un'architettura ispirata al Palladio e per l'architettura eclettica che fondeva forme lombarde e venete, ritenute però entrambe inadatte a contornare il duomo. Più graditi, pur senza risultare vincitori, furono i progetti di Gaetano Martignoni, in cui proponeva una galleria a croce greca per collegare le due piazze e infine Giuseppe Mengoni, che proponeva in un primo progetto una via ispirata ai palazzi comunali del XIV secolo.

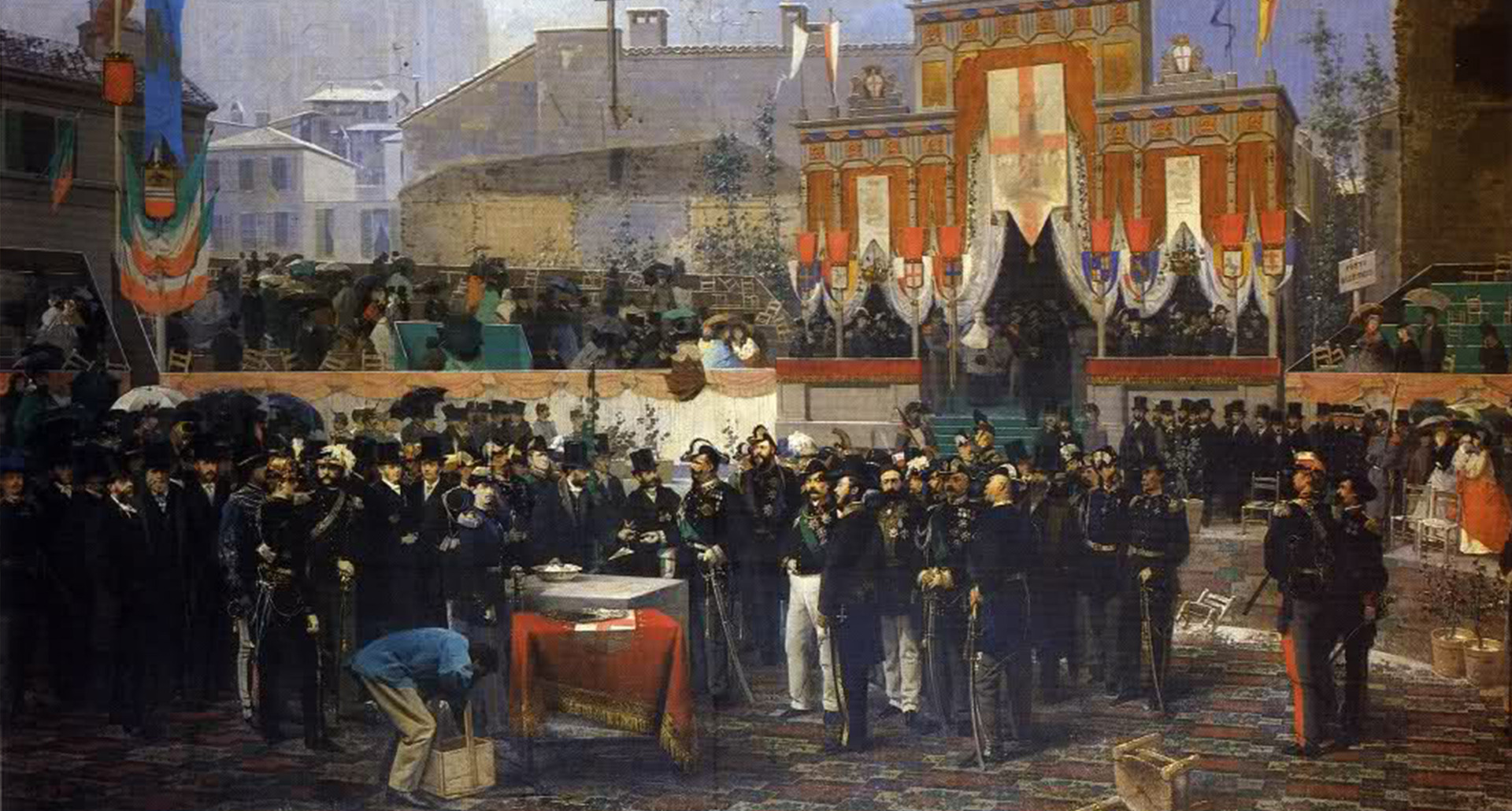
Domenico Induno, Posa della prima pietra della Galleria (1865)

Fu così bandito nel 1863 il terzo e ultimo concorso in cui furono valutati solo otto progetti, tre su invito della commissione e cinque presentati spontaneamente, in cui fu decretato vincitore Giuseppe Mengoni, a condizione che fosse disponibile alla revisione di alcune parti del progetto: il Mengoni aveva inizialmente previsto una galleria unica, che verrà poi trasformata nell'effettivo progetto di una galleria a croce, assieme a una serie di piccoli dettagli stilistici che portarono alle forme definitive. Il progetto prevedeva inoltre l'erezione di un palazzo porticato frontale a piazza Duomo e una loggia Reale di fronte all'ingresso della galleria comunicante con la manica lunga del Palazzo Reale: progetti che non vennero mai realizzati. Il palazzo di fronte al duomo avrebbe dovuto prendere il nome di palazzo dell'Indipendenza, in continuità con il motivo risorgimentale della Galleria: al 1876 il progetto di costruzione non era ancora stato abbandonato, tanto che le fondamenta del palazzo erano già gettate, e non sarebbe stato accantonato assieme a quello della loggia del palazzo Reale fino alla morte del Mengoni.

### La costruzione e i primi anni

Inizio dei lavori di costruzione della galleria Vittorio Emanuele (1865)

Assegnato l'appalto della costruzione alla società inglese City of Milan Improvements Company Limited, la cerimonia per la posa della prima pietra da parte del re Vittorio Emanuele II avvenne il 7 marzo 1865 alla presenza di molte autorità tra cui il sindaco di Milano Antonio Beretta, il primo ministro italiano Alfonso La Marmora e diplomatici di vari paesi. I lavori, escluso l'arco trionfale d'ingresso, vennero completati in meno di tre anni, periodo a cui seguì l'inaugurazione ufficiale della Galleria sempre da parte del re. Il completamento dei lavori non avverrà invece in maniera così fluida: nel 1869 fallì la società appaltatrice, il che obbligò il comune a rilevare la Galleria per la cifra di 7,6 milioni di lire dell'epoca. La conclusione effettiva dei lavori sarà solo nel 1878 quando verranno completati l'arco d'ingresso e i portici settentrionali di piazza Duomo. Giuseppe Mengoni non poté tuttavia vedere l'inaugurazione ufficiale della Galleria completa in quanto precipitò da un'impalcatura durante un'ispezione, anche se secondo alcune voci si trattò di un vero e proprio suicidio.
A pochi anni dalla sua prima inaugurazione, la Galleria si guadagnò il soprannome di "salotto di Milano" diventando sede della vita borghese cittadina che si dilettava a frequentare i nuovi eleganti negozi, ma soprattutto i ristoranti e caffè: tra i locali insediatisi all'epoca e ancora esistenti si possono ricordare il Caffè Campari, il Caffè Savini – fondato come Caffè Gnocchi – e il Caffè Biffi. La Galleria fu al centro anche delle novità tecnologiche dell'epoca e nel suo primo periodo veniva illuminata a gas: per l'accensione delle lampade sull'ottagono si usava un marchingegno automatico costituito da una piccola locomotiva che accendeva progressivamente i lumi chiamato "rattìn" ("topolino" in milanese), tanto che vedere la procedura automatica di accensione era diventato quasi un rito. Tale rito si ripropose fino al 1883 quando l'illuminazione della Galleria passò all'illuminazione elettrica, anche se già da tre anni il Caffè Gnocchi usava questa, per l'epoca, nuova forma di illuminazione.

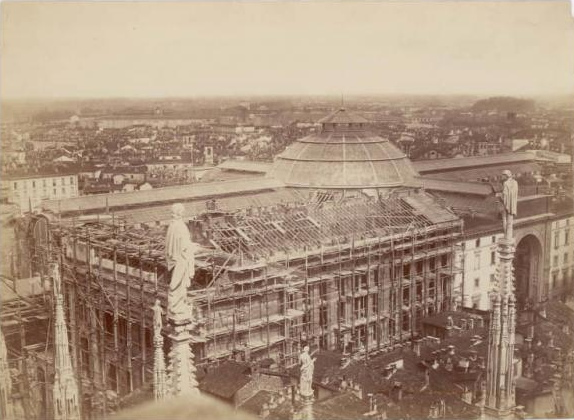
Costruzione della galleria Vittorio Emanuele vista dal duomo

Assieme alla vita mondana borghese, la Galleria raccolse sin dai primi anni il fermento della vita politica milanese. La prima manifestazione politica svoltasi al suo interno avvenne il 25 settembre 1867, quando un gruppo di giovani si radunò a causa dell'arresto di Giuseppe Garibaldi avvenuto a Sinalunga: la protesta finì con qualche piccola scaramuccia tra i dimostranti e la polizia. La conseguenza più comune di questa e altre manifestazioni erano le vetrine rotte: nei primi quarant'anni di attività della Galleria se ne ruppero a decine; tuttavia il maggior danno fino alla seconda guerra mondiale venne causato da una violenta grandinata, che il 13 giugno 1874 distrusse alcune vetrate della copertura. Tra gli avvenimenti politici più importanti in Galleria si annoverano gli scontri tra operai in corteo e polizia il 1º maggio 1890 e gli scontri dei moti di Milano, culminati nel cannoneggiamento di Bava Beccaris sulla folla.
La vita della Galleria si legò indissolubilmente a quella del teatro alla Scala: oltre che punto di transito privilegiato per recarsi a teatro, la galleria Vittorio Emanuele II era divenuta in pochi anni il luogo di raduno di cantanti e musicisti che speravano di essere scritturati nei teatri di tutta la Lombardia.

### La Galleria fra XX e XXI secolo
Dimenticati i tragici eventi della protesta dello stomaco, agli inizi del Novecento la struttura si affermò ancor di più come punto nevralgico della vita mondana e della scena musicale milanese. Sempre in quegli anni cominciarono a radunarsi tra i bracci della Galleria Tommaso Marinetti assieme ai suoi seguaci che avrebbero dato vita al futurismo. Con lo scoppio della prima guerra mondiale il passaggio coperto divenne teatro politico e di scontro tra interventisti e neutralisti, e fu inevitabilmente teatro delle manifestazioni post belliche che sarebbero sfociate nella nascita dei fasci italiani di combattimento. Con l'ingresso dell'Italia nella seconda guerra mondiale la Galleria, con il resto della città, fu vittima dei bombardamenti alleati sulla città.

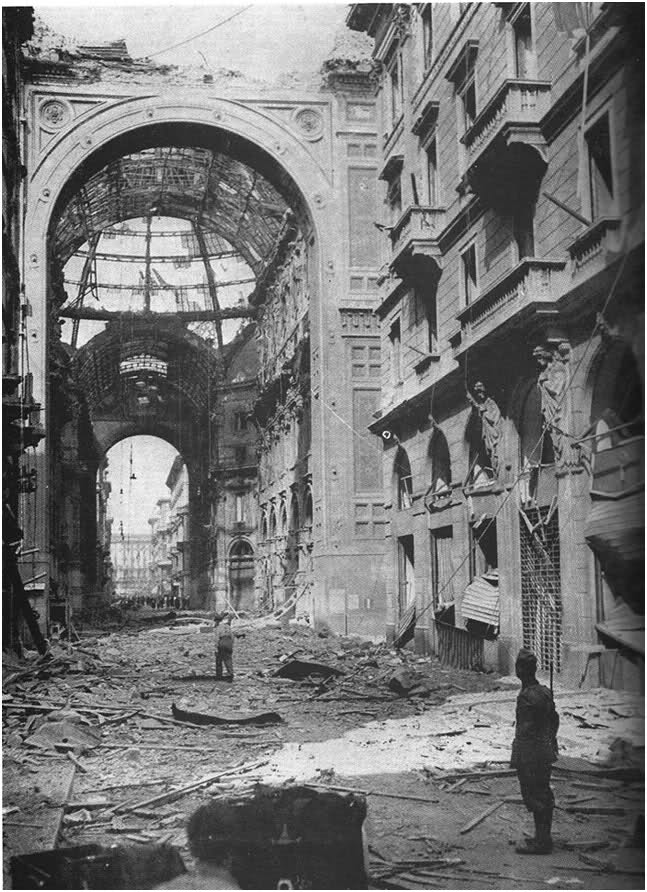
La Galleria dopo i bombardamenti dell'agosto 1943

La Galleria fu tra i monumenti simbolo di Milano a essere maggiormente colpiti dalle incursioni alleate: i bombardamenti avvenuti nel 15 e 16 agosto 1943 distrussero ovviamente la copertura in vetro e parte della copertura metallica, andando quindi a danneggiare le decorazioni interne. I progetti per la ricostruzione non cominciarono prima del 1948 e in relativo ritardo rispetto ad altri simboli di Milano, come ad esempio il Teatro alla Scala, già riedificato due anni prima: ciò fu dovuto in parte ai numerosi dibattiti circa lo stile da tenersi per il restauro della Galleria. Benché fossero state fatte molte proposte che avrebbero modificato i materiali di costruzione, come il rifacimento in vetrocemento della copertura e l'utilizzo di pietra di Vicenza al posto degli stucchi colorati originari, il progetto finale approvato dalla Soprintendenza fu quello più fedele alla struttura originale della galleria, che non fu quindi modificata sostanzialmente. Il restauro della Galleria fu terminato nel 1955; ai lavori seguì una vera e propria seconda inaugurazione il 7 dicembre, festa del santo patrono cittadino, in concomitanza del giorno della prima della Scala. Altri consistenti lavori di restauro furono in seguito eseguiti nel 1967 in corrispondenza del centenario dell'inaugurazione: obiettivo dei lavori furono il pavimento e i suoi mosaici, rattoppati in maniera veloce e poco curata dopo i bombardamenti alleati.
Da marzo 2014 ad aprile 2015 la Galleria è stata soggetta al più profondo restauro dalla seconda guerra mondiale, in vista dell'Expo 2015. Il restauro, preceduto da delle profonde analisi precedenti al cantiere in cui si è indagato sui materiali e sulla loro successione storica, ha consentito di riportare gli intonaci della Galleria ai colori originari. Sono seguiti interventi di restauro e pulitura delle superfici in pietra e cemento decorativo. Il restauro ha visto impegnato personale per un totale di 35000 ore di lavoro su 14000 metri quadrati di superfici coinvolte. Per tutelare le attività commerciali e per esigenze di tempo limitato i restauri sono stati portati avanti senza l'uso di impalcature fisse, bensì con un portale semovente ispirato all'impalcatura usata dal Brunelleschi nella costruzione della cupola di Santa Maria del Fiore.
La sera del 7 agosto 2023, verso le 22:00, tre giovani writers incappucciati hanno imbrattato con vernici spray la sommità della Galleria, poco sopra l'arco d'ingresso. Il mattino del 9 agosto una squadra di operai del Comune di Milano ha provveduto a cancellare le scritte con uno strato di vernice bianca.

## Architettura
(Johan Friedrich Geist)

### Archi

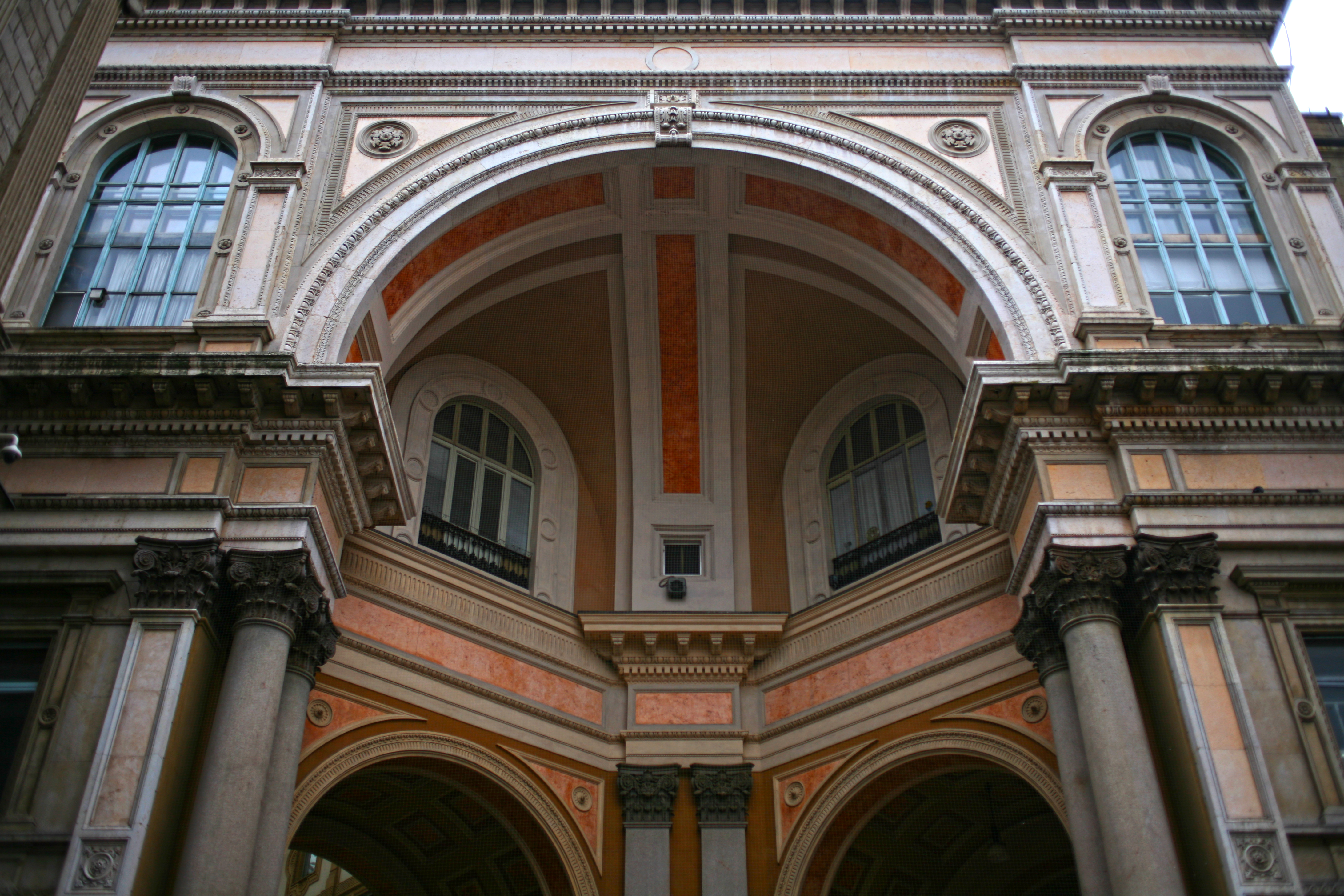
Particolare dell'esedra all'uscita della galleria su piazza della Scala

L'arco d'ingresso principale su piazza del Duomo è stato concepito sia per struttura sia per dimensioni per assomigliare a un vero e proprio arco trionfale. L'arco principale è diviso in tre partiture verticali: la parte centrale è riservata a un unico fornice maggiore, mentre le partiture laterali, simmetriche rispetto a quella centrale, sono divise orizzontalmente in due ordini. L'ordine inferiore è composto da un più piccolo fornice deputato al passaggio delle persone situato tra due colonne di ordine corinzio che reggono le cornici: il piano superiore si ripete con delle bifore al posto dell'arco. Il complesso dell'arco d'ingresso è leggermente aggettante rispetto al palazzo dei portici settentrionali per essere messo in evidenza. Sul fastigio, che arriva a 32 metri di altezza dal suolo, è scritta la dedica della Galleria:
L'arco su piazza della Scala riprende seppur in maniera meno ricca l'impostazione dell'arco principale su piazza del Duomo: il fornice maggiore è affiancato da due ordini orizzontali sovrapposti che ripetono archi a tutto sesto in simmetria rispetto all'asse verticale dell'arco. Il problema del mancato allineamento tra l'asse della Galleria e piazza della Scala fu risolto inserendo un'esedra di derivazione rinascimentale all'uscita della galleria. La soluzione veniva così commentata sul Corriere delle Dame:
(dal Corriere delle Dame, 23 settembre 1867)

### Bracci

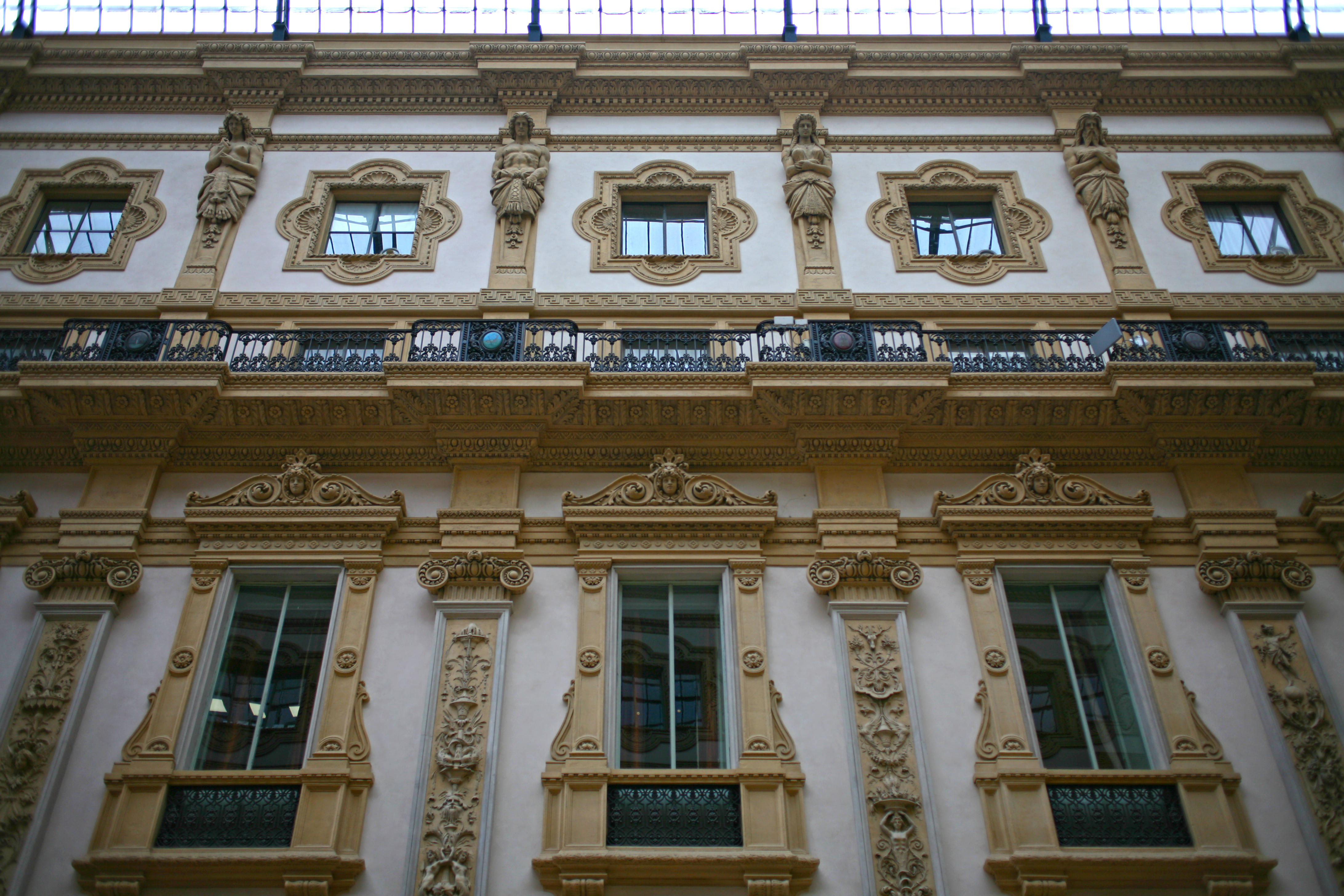
Dettaglio delle decorazioni

La struttura principale della Galleria è formata da due bracci incrociati, di cui il maggiore che congiunge piazza della Scala a piazza Duomo è lungo 196 metri, mentre il minore che unisce via Foscolo a via Pellico misura 105 metri. Le facciate interne, impostate su tre piani più un mezzanino, presentano una decorazione piuttosto vistosa in stile rinascimentale lombardo. Una descrizione accurata della decorazione delle facciate interne dei bracci venne fornita dal Corriere delle dame:
(dal Corriere delle dame, 23 settembre 1867)
La decorazione del braccio laterale è completata da quattro semilunette dipinte sull'interno due ingressi laterali, raffiguranti la Scienza di Bartolomeo Giuliano, l'Industria di Angelo Pietrasanta, l'Arte di Raffaele Casnedi e l'Agricoltura di Eleuterio Pagliano.

### La questione delle pareti interne, la rimozione delle statue e il pavimento
Già nel 1881, in occasione della grande Esposizione Nazionale di Milano, si era dovuto provvedere a un massiccio intervento di restauro delle facciate interne con uso di vernici e silicati. L'intervento si era reso necessario per la grande quantità di sudiciume che si era accumulata sulle superfici interne: la polvere che si depositava sulle sporgenze e sugli incavi degli ornati a gran rilievo, impastata dall'umidità e dalla nebbia delle giornate invernali, aveva infatti creato un rapido imbrattamento facilitato dalla mancanza di pioggia all'interno della Galleria e dalla qualità dei materiali utilizzati che non permetteva lavature periodiche. Anche nel 1886 si ripresentò il problema degli interni la cui soluzione fu demandata a due distinte Commissioni, una nominata dal Sindaco e l'altra dal Collegio degli Ingegneri e Architetti: diverse furono le soluzioni prospettate, dalla totale copertura delle facciate con marmo di Carrara al rivestimento con ceramiche o mosaici alla semplice tinteggiatura degli intonaci. La dispendiosità del restauro suggerì però al Comune la soluzione di tinteggiare le pareti della Galleria, cosa che venne fatta dopo varie prove di colore con l'utilizzo di speciali vernici lavabili. Contemporaneamente alla ripittura delle pareti e fino all'anno 1895 si discusse anche dell'eventualità di ridurre l'apparato decorativo che ricopriva le pareti interne della Galleria: dopo lunghe considerazioni l'ipotesi venne accantonata per motivi estetici ed economici: la sostituzione delle decorazioni con parti in marmo era infatti giudicata troppo dispendiosa oltre che non rispettosa del progetto del Mengoni. Nel 1895 si rinnovò quindi l'intonaco delle pareti piane, rovinate dai precedenti restauri e affetti da varie gibbosità delle superfici, e lo si coprì con uno strato di stucco impastato con polvere di marmo di Candoglia; le parti ornamentali vennero verniciate di una sola tinta opaca. Le pareti, così restaurate, furono adatte a lavature periodiche risolvendo la questione dell'imbrattatura; le statue che decoravano le pareti interne furono invece, dopo lunghe valutazioni, sacrificate e rimosse a malincuore perché rovinate e considerate non adatte alla verniciatura.

### Ottagono
All'intersezione dei bracci della Galleria si trova lo spazio sormontato dalla cupola, chiamato "ottagono" per la sua forma ottenuta dal taglio dei quattro angoli all'incrocio delle due gallerie ortogonali.

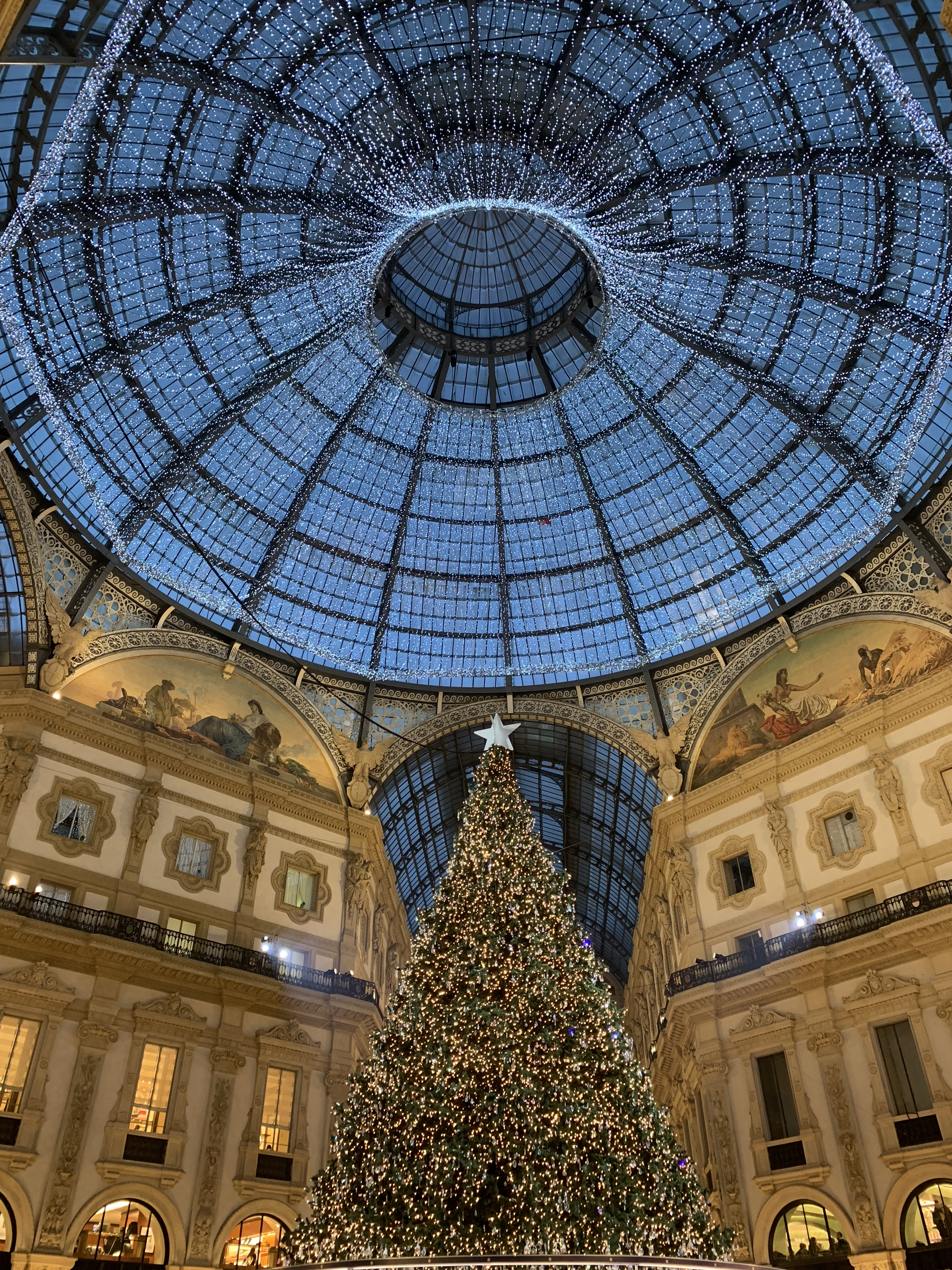
Cupola della Galleria nel periodo natalizio

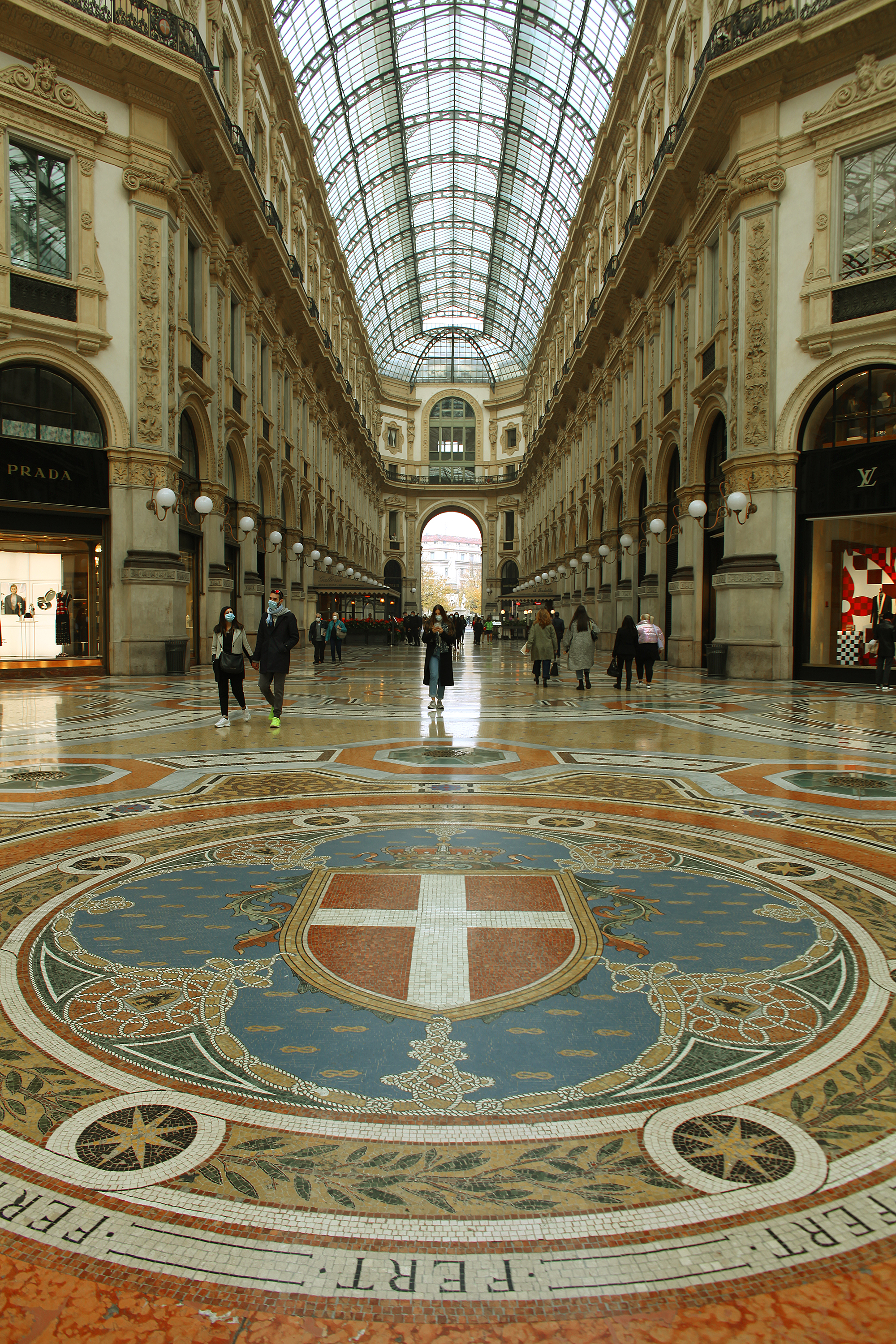
Il grande mosaico centrale con lo stemma dei Savoia e il motto FERT

L'ottagono, i cui lati opposti distano 36 metri, presenta decorazioni parietali con cariatidi, telamoni e stucchi come il resto della Galleria. Vi erano in origine 25 statue in gesso raffiguranti i maggiori personaggi della storia italiana, tra cui Dante, Leonardo, Cavour, Volta e altri, realizzate dai maggiori scultori milanesi dell'epoca tra cui Odoardo Tabacchi, Antonio Tantardini e Pietro Magni. Le statue vennero rimosse e mai risistemate a partire dal 1891 per via della loro cattive condizioni di conservazione. Il pavimento dell'ottagono ospita il grande mosaico centrale rappresentante lo stemma di casa Savoia e il motto FERT.
Le cime delle quattro pareti derivate dal taglio sono ornate ognuna da una lunetta dipinta, larga alla base 15 metri e di altezza massima di 7 metri, che rappresenta un diverso continente: per la decorazione furono scelti quattro artisti già affermati a Milano. L'America viene rappresentata come una figura femminile circondata da alcuni afroamericani e da un indigeno, realizzata da Raffaele Casnedi, professore di disegno presso l'Accademia di Brera. L'Asia viene rappresentata seduta su un trono dove degli indigeni e altri uomini dai lineamenti asiatici la omaggiano con doni, dipinta da Bartolomeo Giuliano. L'Europa è raffigurata in abiti antichi sorvegliata da un uomo alato che impugna un alloro e fu realizzata da Angelo Pietrasanta. Infine l'Africa è rappresentata in abiti da antica Egizia affiancata da un leone e un moro che le dona un fascio di grano, opera di Eleuterio Pagliano.

### Critica ed eredità architettonica

Fotografia della Galleria pochi anni dopo l'inaugurazione, sono presenti le statue di gesso, poste agli angoli a livello del primo piano, poi rimosse in quanto deterioratesi

La Galleria rappresentò sin dal suo completamento il modello per i passaggi coperti monumentali tardo ottocenteschi sede della vita della nuova borghesia europea: innovativa rispetto ai precedenti passaggi coperti in particolar modo per la monumentalità dell'impianto, la Galleria trova la sua potenza compositiva nel contrasto tra la moderna copertura in ferro e vetro e una composizione profondamente decorata che si rifà a una più antica scuola rinascimentale lombarda
(Romano Jodice)
L'impianto cruciforme i cui bracci si incontrano in una cupola vetrata, ispirato ai disegni del Crystal Palace di New York, fu il primo nella storia dell'architettura europea. Infatti, sebbene vi siano molte costruzioni europee con cupole di vetro precedenti alla galleria Vittorio Emanuele II (tra le più celebri figura la cupola della Borsa di commercio di Parigi), la galleria del Mengoni fu la prima che unì impianti vetrati a croce e a cupola. Tra gli elementi più riusciti del progetto viene spesso citata la scelta di una copertura a centina ad arco ribassato al posto della copertura a falde spioventi fino ad allora utilizzata nei passages.

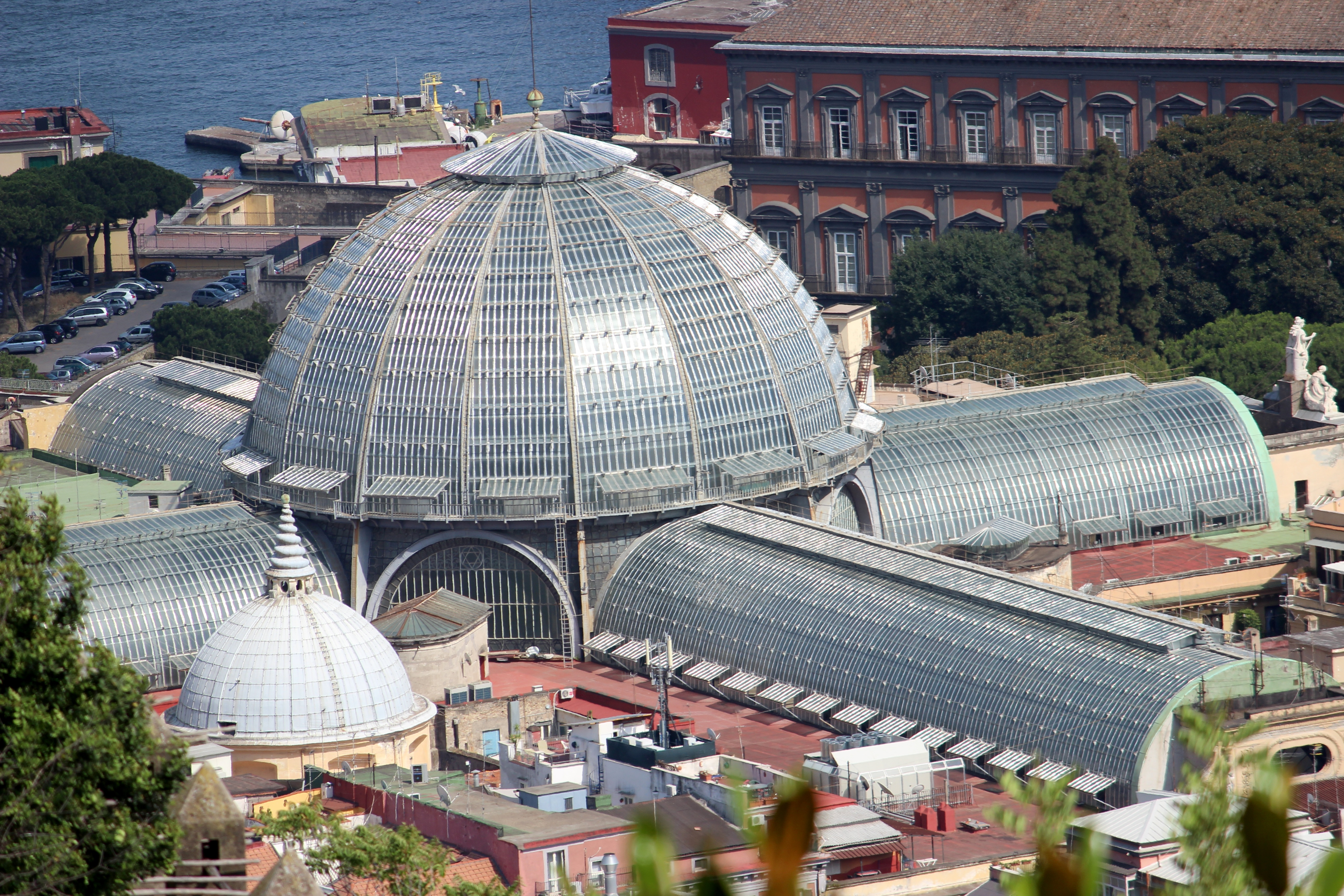
Impianto della galleria Umberto I a Napoli, ispirato alla galleria Vittorio Emanuele II

Se la decorazione si rifà esplicitamente al rinascimento lombardo, meno esplicito è il suggerimento del tema barocco della "dissoluzione delle volte e delle cupole", ricercata ad esempio con l'illusionismo pittorico degli affreschi. Il ricorso infine alla forma a croce basilicale di fronte al Duomo, così come le dimensioni della cupola riprese da San Pietro rappresentano quasi una sfida del nuovo potere laico e del neonato stato italiano verso il potere ecclesiastico.
Generalmente apprezzata dalla critica come punto di arrivo dell'architettura dei passaggi ottocenteschi e presa come esempio di riqualificazione dell'antico centro urbano, la Galleria non fu immune da critiche sin dal suo completamento, ad esempio l'essere un ibrido tra un'opera di ingegneria e un'opera di architettura, o sull'aver irrimediabilmente stravolto l'aspetto antico del centro di Milano: talvolta criticata per le dimensioni, specie all'epoca dell'inaugurazione dove il centro di Milano era ancora impostato secondo un fitto reticolo di piccole strade tutto fuorché monumentali, fu da alcuni critici accostata al fenomeno della speculazione edilizia. La galleria Vittorio Emanuele II fu infatti accolta generalmente in modo positivo per quanto riguarda l'estetica, mentre le critiche più feroci arrivarono per l'impatto che ebbe sull'antica area attorno al duomo di Milano e sul suo inserimento nel contesto urbano dell'epoca:
(Marco Dezzi Bardeschi)
Si espresse invece così lo scrittore Delio Tessa:
Critiche decisamente meno romantiche e rivolte all'aspetto pratico e alla progettazione furono espresse da Giuseppe de Finetti:
A conferma del suo giudizio circa la funzionalità del progetto, De Finetti analizzò come l'85% degli affitti riscossi dal comune per la Galleria derivavano dai primi due piani di botteghe, mentre analizzando solo il palazzo dei portici settentrionali le botteghe erano responsabili del 78% dei guadagni.

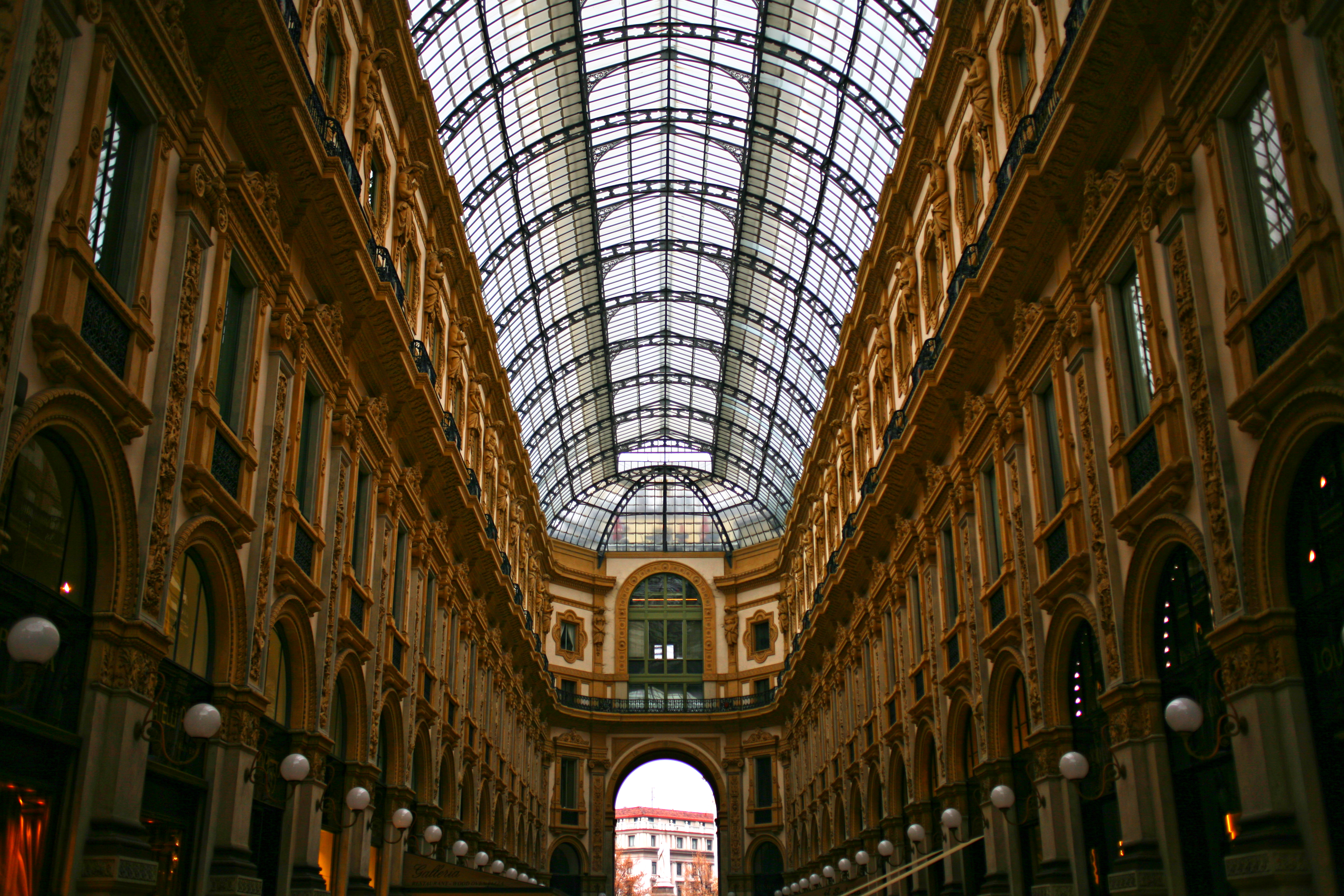
Braccio verso piazza della Scala

Nonostante queste critiche, la galleria Vittorio Emanuele II rimane comunque una delle più celebri opere dell'architettura del ferro europea e la sua struttura è stata il modello di ispirazione per molti altri passaggi coperti e gallerie commerciali in tutto il mondo: tra gli esempi più celebri di ispirazione alla galleria vi è sicuramente la galleria Umberto I di Napoli, la cui copertura a quattro bracci che incrociandosi danno luogo a un ottagono sormontato da una cupola è un chiaro rimando alla struttura della galleria Vittorio Emanuele II.
Lo spazio della Galleria rappresentò anche un precursore dei contemporanei centri commerciali: in omaggio al lavoro di Mengoni si contano più di una ventina di centri commerciali di stampo elegante denominati "Galleria" negli Stati Uniti d'America, tra cui il the Galleria di Houston e il Galleria Dallas di Dallas che ne condividono pure l'impostazione con volta in vetro e acciaio del passaggio coperto milanese. Tra gli altri moderni centri commerciali ispirati dall'architettura della galleria Vittorio Emanuele II ci sono, per stessa ammissione degli architetti, l'Eaton Centre di Toronto e la Kö Galerie di Düsseldorf. Tra le architetture storiche ispirate alla galleria Vittorio Emanuele II si può infine citare la Cleveland Arcade risalente al 1890.

### Dati

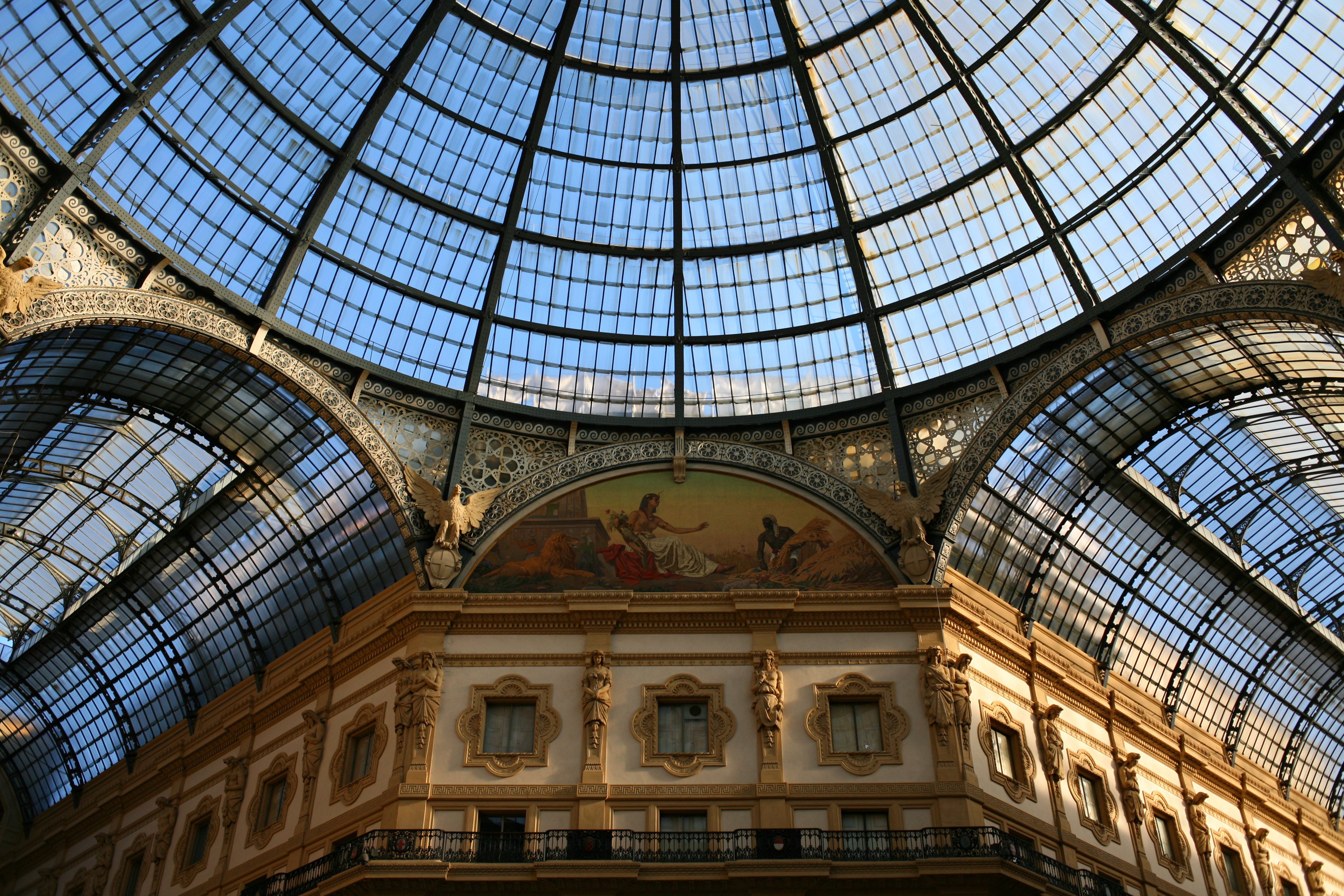
Allegoria dell'Africa nell'Ottagono della Galleria

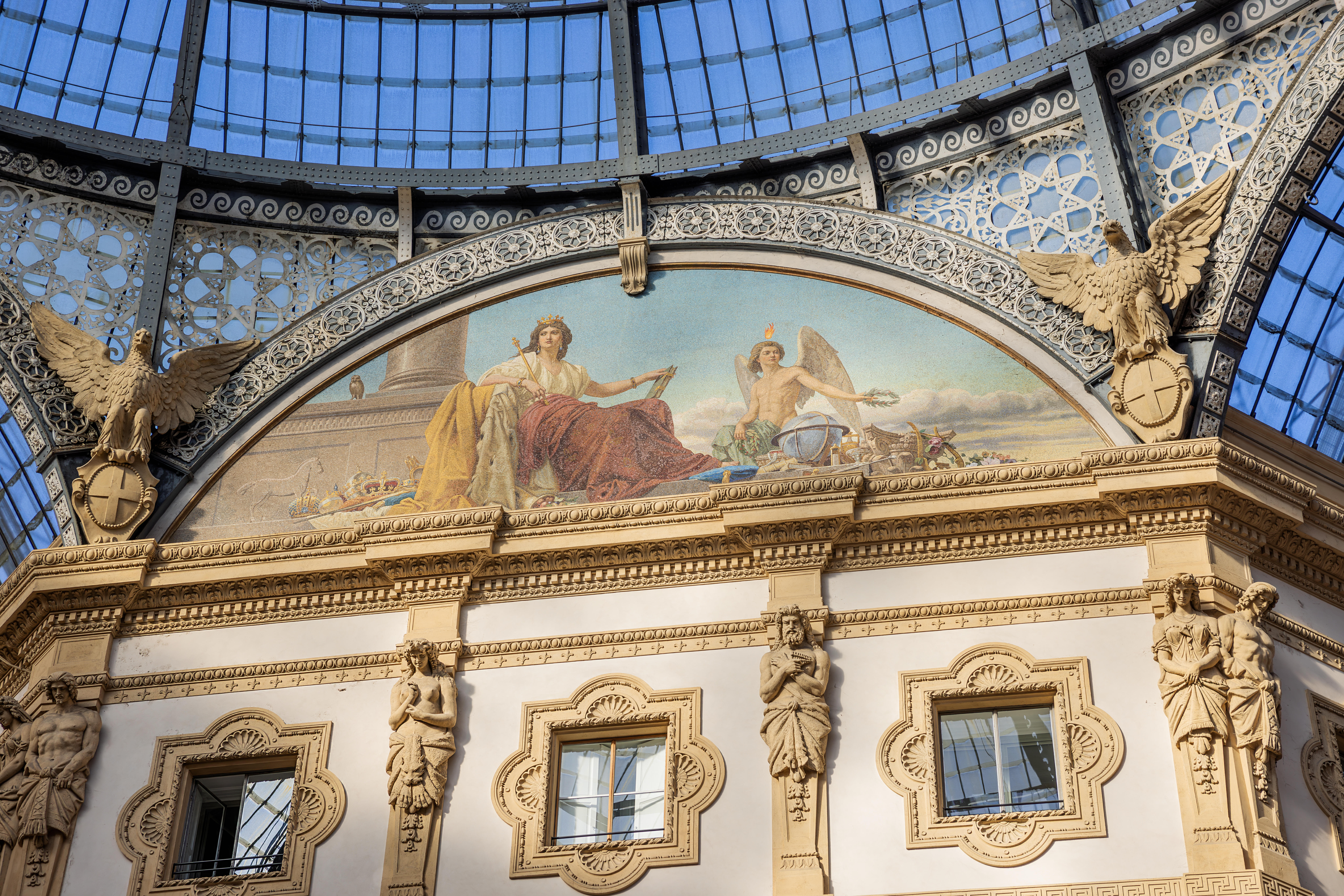
Allegoria dell'Europa nelle lunette attorno alla volta della Galleria Vittorio Emanuele II a Milano

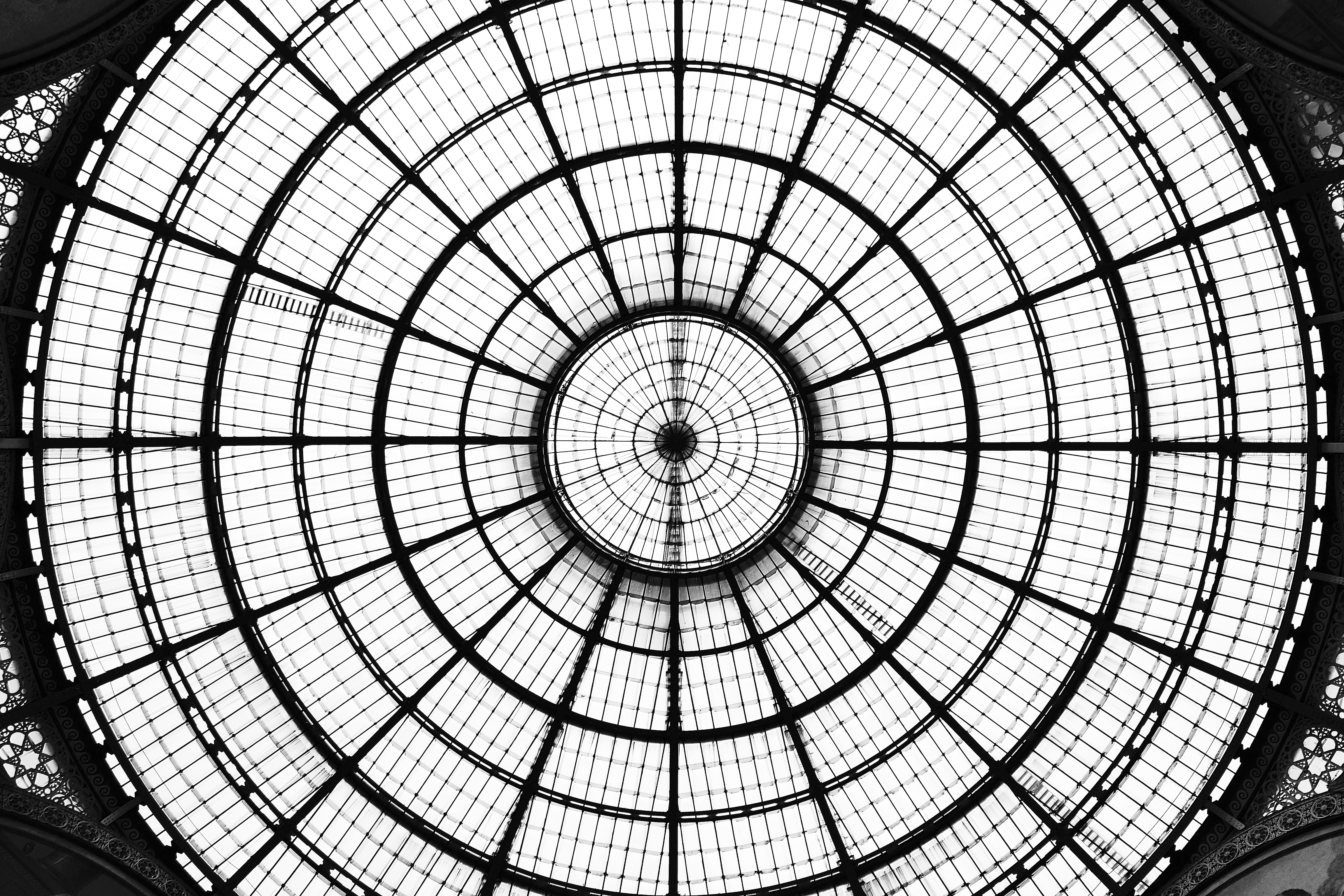
La Cupola della Galleria, vista dal basso

Seguono alcuni dei principali dati di costruzione della galleria:
- 196,6 m – la lunghezza della galleria nel braccio più lungo;
- 105,1 m – la lunghezza della galleria nel braccio più corto;
- 36,6 m – la distanza tra i lati opposti dell'ottagono;
- 14,5 m – la larghezza dei bracci;
- 47 m – l'altezza alla lanterna della cupola;
- 39 m – il diametro della cupola;
- 29,2 m – l'altezza della volta nei bracci;
- 4165 m² – la superficie calpestabile della Galleria;
- 7800 m² – la superficie totale dei vetri utilizzati per la copertura;
- 353 t – il peso dell'acciaio utilizzato per la copertura.

Per quanto riguarda i costi di realizzazione, possono essere così suddivise le voci principali (in lire italiane dell'epoca):
- 3 558 865 lire – lavori di muratura, compresi stipendi e materie prime;
- 999 820 lire – fornitura degli elementi in ferro e ghisa;
- 802 304 lire – fornitura di pietre e marmi;
- 405 041 lire – fornitura legname;
- 326 404 lire – fornitura e realizzazione delle decorazioni in terracotta, cemento e legno;
- 323 556 lire – fornitura e messa in opera dei vetri;
- 109 983 lire – opere di preparazioni ai cantieri.

## La galleria nella cultura e nell'arte

### Letteratura

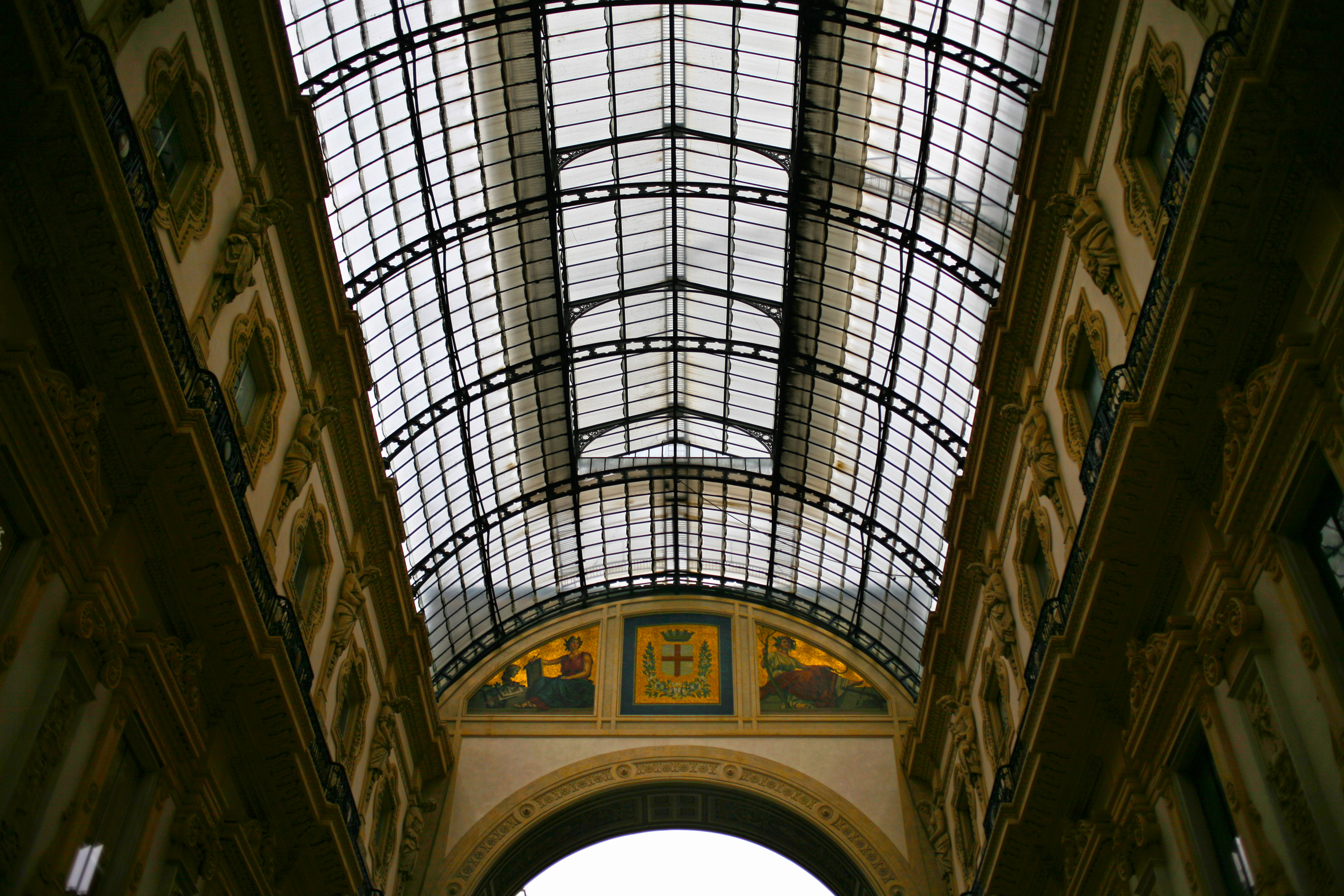
Braccio laterale verso est

In quanto parte integrante della vita mondana milanese sin dall'inaugurazione, la galleria viene citata in molte opere letterarie, sia come parte di annotazioni in diari di viaggiatori, sia come parte di racconti di fantasia.
Giovanni Verga, celebre frequentatore della Galleria durante il periodo milanese, ambientò alcuni dei suoi racconti proprio nella galleria Vittorio Emanuele II: nelle sue Novelle il grande passaggio commerciale compare nell'opera Primavera e altri racconti nella novella che va il titolo all'opera: Primavera, storia d'amore tra una sarta e un musicista giunto da fuori Milano per fare carriera che descrive l'atmosfera della città in quegli anni:
(Giovanni Verga, Primavera, in Primavera e altri racconti)
Verga pubblicò anche Per le vie, una raccolta di novelle completamente ambientata a Milano in cui ovviamente figura la Galleria: in Via Crucis paragona metaforicamente il cammino che una giovane donna costretta a prostituirsi fa tra la Galleria e le vie del centro, mentre nella novella In piazza della Scala narra di una povera venditrice di caffè ambulante che passa le sue notti sotto l'arco d'ingresso della galleria.
La Galleria fu al centro della novella omonima di un altro esponente del verismo italiano, Luigi Capuana, in cui viene descritta minuziosamente la vita nel passaggio coperto paragonando il ruolo della Galleria per la città a quello di un cuore per l'organismo:
(Luigi Capuana, La Galleria Vittorio Emanuele)
Infine, molti altri scrittori italiani dedicarono pagine alla Galleria: tra questi troviamo le minuziose descrizioni di Mario Puccini, i racconti di Giuseppe Marotta, su tutti la raccolta di racconti Mal di Galleria, fino ad arrivare alle poesie di Alberico Sala dedicate al monumento.

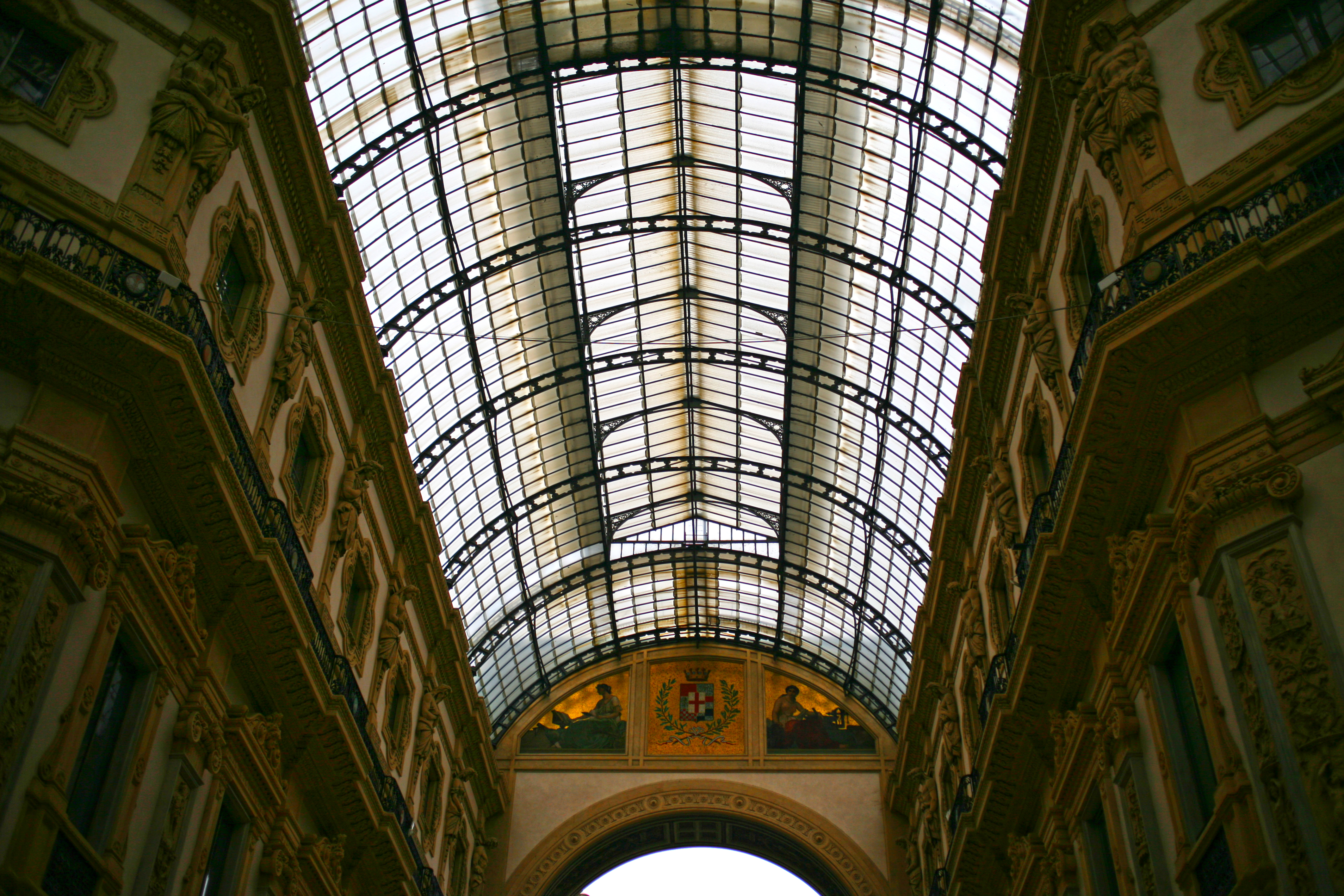
Braccio laterale verso ovest

La Galleria viene menzionata anche da autori stranieri. Nel suo viaggio in Italia, Mark Twain passò anche per Milano dove condusse la vita della borghesia cittadina dell'epoca, frequentando quindi spesso la Galleria, che così viene ricordata:
(Mark Twain, Vagabondo in Italia)
Lo scrittore inglese Thomas Hardy (1840-1928) cita la galleria Vittorio Emanuele II nel racconto A changed man:
(Thomas Hardy, A changed man)

### Arte

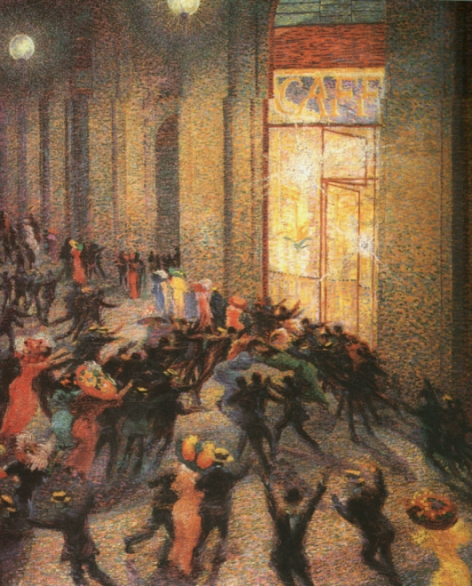
Umberto Boccioni, Rissa in Galleria (1910), Pinacoteca di Brera

La Galleria, in quanto sede privilegiata della vita mondana milanese e simbolo di modernità, fu uno dei ritrovi preferiti e luoghi simbolici del futurismo, interessato com'era alla frenetica vita della città. Tra gli episodi che possiamo citare del movimento in Galleria, oltre ai frequenti ritrovi, abbiamo l'arresto di Boccioni, Carrà, Marinetti, Russolo e Piatti dopo una manifestazione in favore dell'interventismo con tanto di lancio di volantini, schiamazzi e bandiere austriache bruciate.
Una delle più celebri raffigurazioni artistiche della galleria Vittorio Emanuele II è sicuramente la Rissa in galleria di Umberto Boccioni, che ritrae una zuffa tra donne all'ingresso della Galleria, più precisamente davanti al Caffè Camparino, allora posto di fronte alla posizione attuale. Il quadro, pur avvicinandosi più a uno stile derivato da puntinismo e divisionismo, anticipa alcuni temi che saranno cari al futurismo come il movimento e la frenesia della folla.
Altra opera celebre è invece la Galleria di Milano di Carlo Carrà, dove la Galleria viene rappresentata direttamente, anche se non immediatamente riconoscibile: nel quadro sono abbastanza chiaramente distinguibili la cupola della Galleria e un'insegna del caffè Biffi. Anche in questo caso non si nota un linguaggio maturo del futurismo, bensì una certa influenza del cubismo.
La Galleria fu inoltre più volte ritratta da Angelo Inganni tra i molti quadri che rappresentavano momenti di vita e paesaggi lombardi: oltre alla precedentemente citata Posa della prima pietra della galleria Vittorio Emanuele II, si ritrova la galleria dipinta nella Veduta di piazza Scala con neve cadente in cui si intravede piazza della Scala al 1874 attraverso l'arco di ingresso dall'interno della Galleria. La Galleria compare inoltre in molte altre opere, ad esempio viene raffigurata all'interno nel Ottagono della galleria Vittorio Emanuele di Angelo Morbelli o ancora in numerose stampe, ad esempio l'arco di ingresso su piazza Duomo di Antonio Bonamore.

### Tradizioni ed esercizi storici

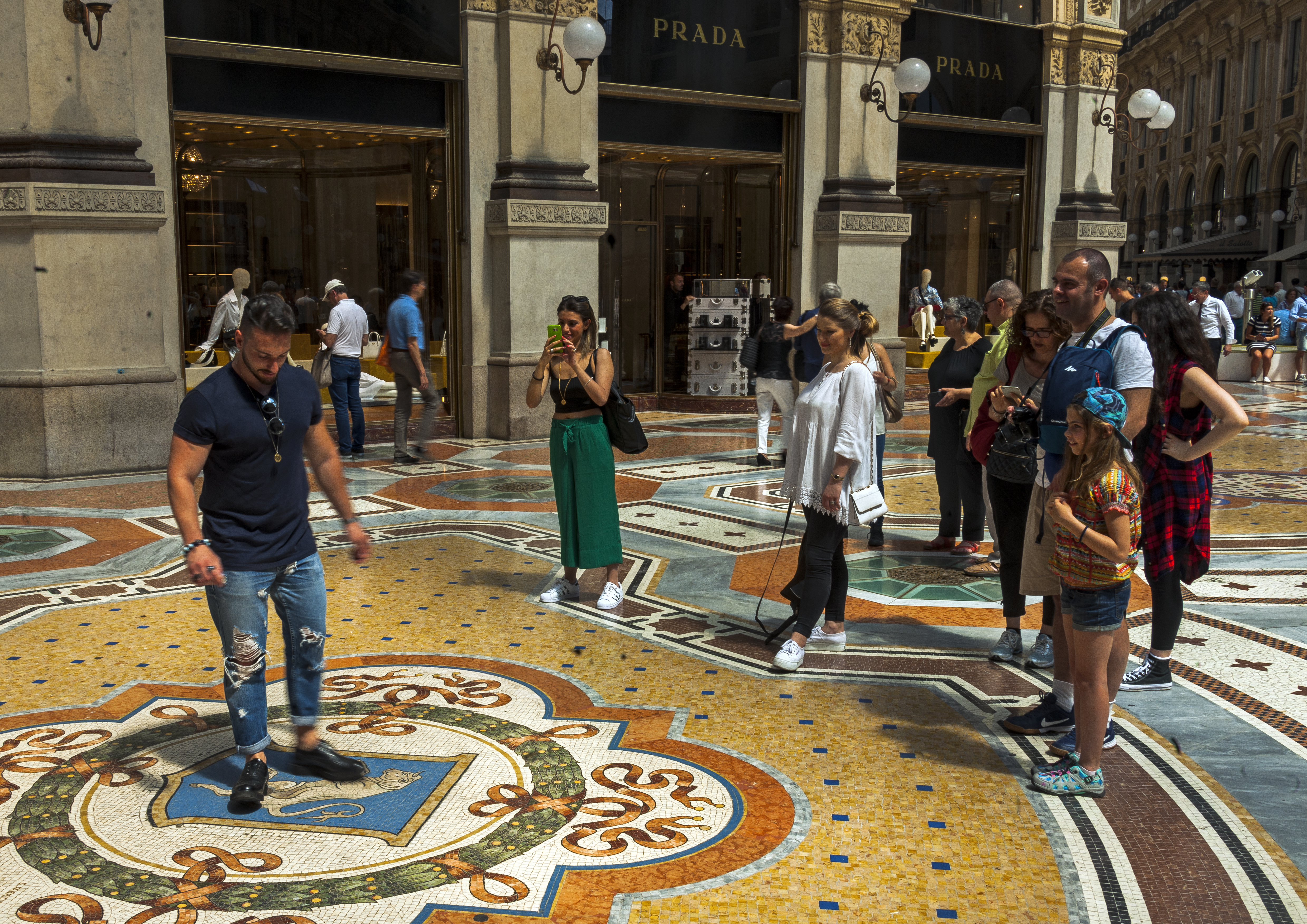
Mosaico dello stemma di Torino usurato dall'usanza scaramantica

Dal secondo dopoguerra fino al termine degli anni '60 all'ingresso della galleria stazionavano gli strilloni che vendevano i quotidiani del mattino e del pomeriggio

La tradizione, afferma che ruotare per tre volte su sé stessi col tallone destro in corrispondenza dei genitali del toro ritratto a mosaico sul pavimento dell'ottagono della galleria, porti fortuna. Il gesto, in origine, sarebbe stato eseguito come scherno verso la città di Torino, nel cui stemma è raffigurato il toro, per poi diffondersi semplicemente come rito scaramantico. Tale rituale, ripetuto spesso al giorno, principalmente da turisti, usura velocemente l'immagine del toro, la quale deve essere ripristinata frequentemente.
Nel 1967, in occasione del centenario della galleria Vittorio Emanuele II, furono eseguiti degli importanti lavori di rifacimento di tutta la pavimentazione del passaggio coperto, in quanto questa era stata rattoppata velocemente e senza troppa cura dopo i bombardamenti della città. Furono inoltre rifatti i mosaici dell'ottagono: non si sa se per distrazione o per impedire rituali scaramantici, il toro fu rifatto senza organi genitali. L'errore o presunto tale non scoraggiò a ogni modo l'ormai diffusa usanza.
Nella galleria Vittorio Emanuele II sono presenti al 2015 dodici esercizi riconosciuti dalla Regione Lombardia come negozi storici. Cinque di questi sono presenti nella Galleria dalla sua apertura al pubblico:
- Borsalino (1883): cappelleria[77];
- Cadè (1926): camiceria;
- Caffè Biffi (1867);
- Caffè Campari (1867): bar, caffè e sala da tè;
- Centenari (1867): stampe artistiche;
- Fratelli Prada (1913): abbigliamento;
- Libreria Bocca (1775): libri antichi e moderni;
- Mejana (1911): coltelleria e forbici;
- Noli (1927): articoli per fumatori;
- Librerie Rizzoli (1949): libreria della omonima casa editrice;
- Savini (1867): ristorante;
- Viganò (1919): ottica.

Secondo il regolamento comunale, gli esercizi, storici e no, devono presentare le scritte delle insegne di color oro su sfondo nero: a quest'obbligo dovette ottemperare anche McDonald's negli anni in cui ebbe la licenza di apertura di un fast food.

### Storia e descrizione
- Antonio Cavagna Sangiuliani, Guida tascabile della città di Milano e suoi dintorni, Milano, Serafino Muggiani e comp., 1876, ISBN non esistente.
- Giuseppe De Finetti, Milano: costruzione di una città, Milano, Hoepli, 2002, ISBN 88-203-3092-X.
- Lorenzo De Stefanis, Carlo Migliavacca, L'eclettismo, Milano, Nodo libri, 1999, ISBN 88-7185-081-5.
- Marco Dezzi Bardeschi, Milano: architettura, città, paesaggio, Roma, Mancosu, 2006, ISBN 88-87017-39-5.
- Riccardo Di Vincenzo, Le gallerie di Milano, Milano, Hoepli, 2009, ISBN 978-88-203-4339-2.
- Massimo Finazzer Flory e Silvia Paoli (a cura di), La Galleria di Milano: lo spazio e l'immagine, Milano, Skira, 2003, ISBN 88-8491-457-4.
- (FR) Johann Friedrich Geist, Le Passage: Un Type Architectural du XIX Siècle, Bruxelles, Mardaga, 1989, ISBN 2-87009-315-2.
- Laura Gioeni, L'affaire Mengoni: la piazza Duomo e la Galleria Vittorio Emanuele di Milano, i concorsi, la realizzazione, i restauri, Milano, Guerini, 1995, ISBN 88-7802-557-7.
- Giuliano Gresleri (a cura di), La Galleria Vittorio Emanuele e l'Architetto Mengoni, Imola, La Mandragora, 1997, ISBN 88-86123-53-1.
- Romano Jodice, L'architettura del ferro: l'Italia (1796-1914), Roma, Bulzoni, 1985, SBN RMS2523190.
- Francesco Ogliari, Milano e la sua galleria, Pavia, Selecta, 2010, ISBN 978-88-7332-282-5.
- Amerigo Restucci (a cura di), L'Ottocento, in Storia dell'architettura Italiana, vol. 1, Milano, Electa, 2005, ISBN 88-435-4894-8.

### Arte e letteratura
- Francesco Tedeschi, Il Futurismo nelle Arti Figurative: (dalle origini divisioniste al 1916), Milano, I.S.U., 1995, SBN MIL0383740.
- Delio Tessa, Ore di città, Milano, Libri Scheiwiller, 1984, SBN CFI0070739.
- Mark Twain, Vagabondo in Italia, traduzione di Maria Gabriella Mori, Roma, Robin, 2003, ISBN 88-7371-015-8.
- Giovanni Verga, Per le vie, Milano, Libreria Meravigli, 1999, ISBN 88-7955-108-6.
- Giovanni Verga, Novelle, Milano, Feltrinelli, 2004, ISBN 88-07-82035-8.

### Arte e architettura
- Galleria commerciale
- Passage (architettura)
- Architettura del ferro
- Architettura neorinascimentale
- Rissa in galleria

### Milano
- La Gagarella del Biffi Scala
- Caffè Camparino
- TownHouse Galleria

### Passage italiani
- Galleria Umberto I
- Galleria Alberto Sordi
- Galleria Subalpina
- Galleria San Federico
- Galleria Umberto I (Torino)
- Galleria Mazzini
- Galleria Vittorio Emanuele III